# Trần Ngọc Thổ
Trần Ngọc Thổ (sinh 1949) là một sĩ quan cấp cao của Quân đội nhân dân Việt Nam, hàm Thiếu tướng, nguyên Tham mưu trưởng Quân khu 7.
Ông hiện đang giữ chức phó Chủ tịch Trung ương Hội nạn nhân chất độc Da cam/Đioxin Việt Nam, kiêm chức Chủ tịch hội nạn nhân chất độc Da Cam/Đioxin Thành phố Hồ Chí Minh.
Chủ tịch Hội hỗ trợ khắc phục hậu quả bom mìn Việt Nam, tp Hồ Chí Minh

## Tiểu sử
Thiếu tướng Trần Ngọc Thổ, biệt danh Tám Thổ, sinh ở làng Năm Mẫu, xã Tứ Dân, huyện Khoái Châu, tỉnh Hưng Yên
Trải qua nhiều trận chiến ác liệt, thiếu tướng Trần Ngọc Thổ vẫn không thể quên cảnh người dân tràn ra đường khi ông dẫn đoàn quân tiến vào Sài Gòn ngày 30/4 của 40 năm trước.
Trong căn nhà nhỏ ở quận 12 (TP HCM), thiếu tướng Trần Ngọc Thổ (72 tuổi, quê gốc Hưng Yên, nguyên Tham mưu trưởng Quân khu 7) hàng ngày vẫn miệt mài xem văn bản, tài liệu liên quan đến Hội Nạn nhân chất độc màu da cam Việt Nam, nơi ông đang đảm nhận chức Phó chủ tịch.
Trong 47 năm theo binh nghiệp, người bộ đội giải phóng quân Tám Thổ tham gia hàng trăm trận đánh ở chiến trường Tây Nguyên, Nam Trung Bộ, Đông Nam Bộ, biên giới Tây Nam cho đến chiến trường Campuchia.
Suốt cuộc đời binh nghiệp, người bộ đội ấy bị thương đến 11 lần. Ông 8 lần được phong tặng danh hiệu Dũng sĩ diệt Mỹ, Dũng sĩ diệt xe cơ giới, Chiến sĩ thi đua của Trung đoàn 88.
Dù đã về hưu, vị tướng già vẫn bỏ ra nhiều thời gian đòi lại công bằng cho các nạn nhân chất độc màu da cam. Ông chia sẻ: "Họ đang mang trên mình nỗi đau chiến tranh. Có nạn nhân là con cháu của những người bộ đội sẵn sàng hy sinh để đất nước hòa bình như hôm nay. Họ cần có được sự công bằng".
Khi nhắc những ngày cuối tháng 4/1975, vị tướng Tám Thổ sôi nổi hẳn lên. Ông cho biết, niềm hạnh phúc vỡ òa trong ngày thống nhất là giây phút suốt đời ông không thể quên.